# Перспективный лёгкий многоцелевой самолёт
Перспективный лёгкий многоцелевой самолёт — проект российского турбовинтового самолёта (ТВС) для замещения самолётов типа Ан-2 в рамках Государственной программы по развитию малой авиации.

## Проект СибНИА
СибНИА им. С. А. Чаплыгина в рамках означенного проекта продвигает программу ремоторизации самолёта Ан-2, суть которой заключается в замене поршневого двигателя АШ-62ИР на турбовинтовые двигатели (самый первый вариант имел турбовинтовой двигатель Garrett TPE-331-10UG и четырёхлопастной винт), замены части деталей крыла и оперения на композитные и установку современной электроники.
Проект был начат в 2011 году. Самолёты представляют собой модификацию Ан-2, тот же самый биплан, построенный из более современных материалов. Замена на современный двигатель, работающий на авиационном керосине вместо бензина, позволила также снизить расход топлива и стоимость полёта. Выбор иностранного двигателя был обусловлен отсутствием отечественного аналога. Лётные характеристики от этого повысились: так, дальность — 4500 км против 990 км; скорость — 350 км/ч против 190 км/ч; грузоподъёмность — 2500 кг против 2000 кг.
Создаваемые в рамках проекта самолёты по замыслу разработчика должны дать возможность изменить сам принцип развозки грузов по стране, сделав рентабельной их перевозку напрямую из крупных центров без принятой сейчас транспортировки на крупных самолётах с последующей перегрузкой на вертолёт для доставки на необорудованную площадку.

### ТВС-2АМ
Этот тип с 22 апреля 2014 года эксплуатируют в ГАУ Амурской области «Амурская авиабаза». Его задействуют для выполнения работ по обнаружению и тушению лесных пожаров в Амурской области. В 2021 году по контракту с заводом РУСАВИАПРОМ после окончания межремонтного ресурса (составляет 7 лет) самолета ТВС-2МС оба самолета были доведены до типовой конструкции и получили допуск к коммерческим воздушным перевозкам. 

### ТВС-2МС
ТВС-2МС — модификация, в которой используется силовая установка Honeywell TPE331-12UAN, взлётной мощностью 1100 л. с. и работающей на авиационном керосине, что позволило увеличить полезную нагрузку, уменьшилась стоимость и увеличилась доступность эксплуатации самолёта. Обогреваемый салон самолёта стал более комфортным по сравнению с Ан-2. Грузоподъемность 1500кг или 12 пассажиров позволяют с доступной экономикой проводить перевозку грузов и пассажиров в отдаленные и труднодоступные регионы. Улучшение взлётно-посадочных и эксплуатационных характеристик самолёта обеспечивает возможность его эксплуатации в условиях необорудованных аэродромов, посадочных площадок ограниченных размеров, подобранных с воздуха, что крайне важно для перевозок и авиационных работ в отдалённых регионах. В связи с отсутствием нормативной базы и отсутствием сертификата типа на самолет АН-2 на ТВС-2МС совместным решением Министерства транспорта РФ и Министерства промышленности и торговли РФ  был выдан Аттестат о Годности к эксплуатации и допуском к коммерческим воздушным перевозкам. На март 2025 года компанией ООО РУСАВИАПРОМ (г.Новосибирск), являющейся заводом-изготовителем серийных самолетов ТВС-2МС по заказу частных авиакомпаний изготовлено 24 самолёта. Рыночная стоимость на 2025 год составляет 198,0 млн.руб.

### ТВС-2ДТ
ТВС-2ДТ — модификация, являющаяся дальнейшим развитием ТВС-2МС, в которой было установлено цельнокомпозитное крыло. Используется схема биплана — однако подкосы имеет только верхнее крыло. Из углепластика были изготовлены панели, лонжероны и нервюры крыла. Два композитных крыла бипланной схемы соединены в «этажерку» плавным переходом, что позволило отказаться от расчалок и в полтора раза увеличить крейсерскую и максимальную скорость полёта. 

6 декабря 2014 года состоялся первый полёт самолёта-демонстратора на лётно-испытательной базе ФГУП СибНИА в Новосибирске. Сертификация самолёта планировалась на 2017 год.
Дополнительно, в рамках модификации ТВС-2ДТ было создано новое остекление кабины пилотов с использованием гнутых стёкол.

### ТВС-2ДТС
ТВС-2ДТС — вариант проекта ТВС, имеющего цельнокомпозитную конструкцию из углепластика, полностью новый фюзеляж и новую кабину пилотов.
Благодаря установке современного комплекса авионики, самолёт стал всепогодным и может эксплуатироваться в любое время суток.
ТВС-2ДТС, так же как и ТВС-2МС, оснащён турбовинтовым двигателем Honeywell TPE331-12UAN. 

Эта модификация была полностью спроектирована и построена в СибНИА. Первый полёт состоялся 10 июля 2017 года на экспериментальном аэродроме Ельцовка (Новосибирск). 

16 июля ТВС-2ДТС совершил беспосадочный перелёт из Новосибирска в подмосковный Жуковский, где был представлен широкой публике на стоянке авиасалона МАКС-2017. 

Проектировщик полагает, что данная модификация самолёта является доведённой до уровня предсерийного образца, где отработаны все основные элементы конструкции крыла, оперения, двигательного отсека, что позволит в течение двух лет сертифицировать самолёт. Созданная проектировщиком технология позволяет начать серийное производство самолётов на небольших заводах со штатом 70—80 человек с уровнем производства 25—30 штук в год с 2019—2020 года.
Характеристики:
- Крейсерская скорость: 350 км/ч.
- Грузоподъёмность: 2450 кг (при дальности до 450 км).
- Максимальная дальность полёта: 4500 км.
- Примерная стоимость: 150 млн руб.

Основные отличия от замещаемой модели (Ан-2):
- Турбовинтовой двигатель.
- Цельнокомпозитная углепластиковая конструкция.
- Обновлённый фюзеляж и кабина пилотов.
- Заострённая форма носовой части самолёта.
- Изменённые стойки шасси.
- Замкнутый контур крыла.

### Мнение Минпромторга
Серийное производство ТВС-2ДТС предполагалось начать с 2021 года на Улан-Удэнском авиационном заводе. Тем не менее, в сентябре 2019 года стало известно, что Минпромторг отказался от этого проекта и заказал проект лёгкого самолёта в варианте моноплана на Уральском заводе гражданской авиации (УЗГА). Среди причин отказа от проекта СибНИА указывается значительная доля импортных комплектующих и несоответствие по взлётной массе действующим нормам лётной годности. В частности, не имеет российских аналогов двигатель мощностью 1100 л. с. и требует перепроектирования планер, в котором использовались импортные композиционные материалы.

### Аварии и катастрофы
- 2 июня 2017 года при взлёте в аэропорту Чингисхан (город Улан-Батор, Монголия) самолёт ТВС-2МС RA-2099G, принадлежащий СибНИА имени С. А. Чаплыгина, столкнулся с землёй. Находившиеся на борту члены экипажа, техники и пять пассажиров не пострадали, самолёт получил повреждения[16].
- 19 декабря 2017 года самолёт ТВС-2МС (RA-01460) Нарьян-Марского объединённого авиаотряда, направлявшийся по маршруту Нарьян-Мар — Харута потерпел крушение при взлёте. На борту находилось 13 человек: 10 взрослых, один ребёнок, 2 пилота. На месте катастрофы погибла женщина. Четырёхлетний мальчик, срочно доставленный в окружную больницу, скончался уже в медучреждении. Позже стало известно о кончине ещё одного пассажира разбившегося самолёта[17]. 10 января 2018 года в больнице Архангельска скончался четвёртый пострадавший[18].
- 31 мая 2022 года при посадке самолёта ТВС-2МС RA-40928 авиакомпании «Сибирская лёгкая авиация» на аэродроме Красный Яр в Забайкалье произошло проваливание шасси в мягкий грунт взлётно-посадочной полосы с последующим капотированием воздушного судна. В результате «жёсткой» посадки самолёт получил повреждения лопасти воздушного винта, члены экипажа и пассажиры не пострадали. В полевых условиях специалистами завода-изготовителя РУСАВИАПРОМ на самолете были заменены двигатель и воздушный винт и самолет вернулся в строй.

## Проект УЗГА

### ЛМС-901
В сентябре 2019 года стало известно, что Минпромторг определил Уральский завод гражданской авиации (УЗГА) как разработчика лёгкого многоцелевого самолёта на замену Ан-2 в варианте моноплана. 
Предполагается, что новый самолёт будет гораздо меньше зависеть от критически значимых импортных комплектующих, в частности, двигатели и композитные материалы планера будут российскими.
В УЗГА заявили, что моноплан будет иметь взлётный вес 4800 кг. 
Взлётно-посадочные характеристики новой машины должны соответствовать или превосходить характеристики Ан-2: самолёт должен иметь крейсерскую скорость 300 км/ч, дальность не менее 1500 км с нагрузкой 2 тонны.
Тогда же Центральный институт авиационного моторостроения выдал одобрение на аванпроект применения двигателя ВК-800 в качестве силовой установки самолёта с рекомендацией разработать как двухдвигательный, так и однодвигательный вариант самолёта.
В октябре 2019 года объявлено о контракте Минпромторга с «Байкал инжиниринг» (дочерняя компания УЗГА), на сумму 1,25 млрд руб. 

Комплект конструкторской документации на опытный образец планировалось создать до сентября 2020 года, к декабрю намеревались создать опытный образец для статических испытаний.
ЛМС-901 «Байкал» был представлен на международном аэрокосмическом салоне МАКС-2021.
Первый полёт самолёта состоялся 30 января 2022 г.

Серийное производство «Байкала» предполагается развернуть в 2024 году на уровне выпуска 30 самолётов в год.